# Regering-Lambertz II
De regering-Lambertz II (6 juli 2004 - 30 juni 2009) was een regering van de Duitstalige Gemeenschap, onder leiding van Karl-Heinz Lambertz. De regering bestond uit de drie partijen: SP, PFF en PJU-PDB. Ze volgde de regering-Lambertz I op, na de verkiezingen van 13 juni 2004 en werd opgevolgd door de regering-Lambertz III, die gevormd werd na de verkiezingen van 7 juni 2009.

## Verloop
Tijdens deze legislatuur kreeg de regering een aantal extra bevoegdheden. Die werden overgedragen van het Waals Parlement naar het Parlement van de Duitstalige Gemeenschap. De overdracht werd mogelijk gemaakt door het decreet van 27 mei 2004 met ingang van 1 januari 2005: 
- De kerkfabrieken;
- De begrafenissen;
- De gemeentefinanciering;
- Administratief toezicht op de gemeenten en meergemeentelijke politiezones;
- De gesubsidieerde werken.

## Samenstelling[1]
| Ambtsbekleder | Ambtsbekleder | Ambtsbekleder              | Ministerie                                                                             | Partij  |
| ------------- | ------------- | -------------------------- | -------------------------------------------------------------------------------------- | ------- |
|               |               | Karl-Heinz Lambertz (1952) | Minister-president en minister Lokale Besturen, Financiën en Buitenlandse Betrekkingen | SP      |
|               |               | Bernd Gentges (1943)       | Viceminister-president en minister Tewerkstelling, Sociale Zaken, Landbouw en Toerisme | PFF     |
|               |               | Oliver Paasch (1971)       | Minister Onderwijs, Schoolgeneeskunde en Wetenschappelijk Onderzoek                    | PJU-PDB |
|               |               | Isabelle Weykmans (1979)   | Minister Cultuur, Media, Monumentenbescherming, Jeugd en Sport                         | PFF     |

### Opmerkingen
- De nieuwe Duitstalige gemeenschapsregering telde vier ministers. Voordien mocht de Duitstalige regering maximaal drie ministers tellen, maar het Lambermontakkoord heeft daarin verandering gebracht. De Duitstalige gemeenschapsregering mag nu bestaan uit maximaal vijf ministers. Het is tegelijk een wettelijke verplichting geworden dat minstens een van deze ministers een vrouw is.[2]
- Isabelle Weykmans (PFF) was de jongste minister dat België ooit kende. Ze was aan het begin van haar mandaat 24 jaar oud en juist afgestudeerd aan de universiteit.[3]

Fagnoul · 
Maraite I · 
Maraite II · 
Maraite III · 
Lambertz I · 
Lambertz II · 
Lambertz III ·
Paasch I · 
Paasch II · 
Paasch III